# Historisches Spielzeug
Historisches Spielzeug ist der Titel einer Briefmarkenserie, die in den Jahren 1980, 1981 und 1982 von der Deutschen Post der DDR ausgegeben wurde. Die Marken wurden jeweils als letzte Ausgabe gegen Ende des Jahres als Kleinbogen ausgegeben. Der Entwurf aller Briefmarken stammt von Axel Bertram.
Die Deutsche Bundespost und die Deutsche Bundespost Berlin veröffentlichten zum Jahresende oft Weihnachtsmarken:
- Weihnachtsmarken der Deutschen Bundespost Berlin
- Weihnachtsmarken der Deutschen Bundespost

## Liste der Ausgaben und Motive
Legende
- Bild: Eine bearbeitete Abbildung der genannten Marke. Das Verhältnis der Größe der Briefmarken zueinander ist in diesem Artikel annähernd maßstabsgerecht dargestellt. Sollten keine Marken abgebildet sein, liegt es daran, dass das Urheberrecht des Künstlers noch nicht erloschen ist.
- Beschreibung: Eine Kurzbeschreibung des Motivs und/oder des Ausgabegrundes. Bei ausgegebenen Serien oder Blocks werden die zusammengehörigen Beschreibungen mit einer Markierung versehen eingerückt.
- Wert: Der Frankaturwert der einzelnen Marke in Pfennig. Ein „+“ bedeutet, dass es sich um eine Zuschlagsmarke handelt (= Frankaturwert + Spende).
- Ausgabedatum: Das Datum des erstmaligen Verkaufs dieser Briefmarke.
- Auflage: Soweit bekannt, wird hier die zum Verkauf angebotene Anzahl dieser Ausgabe angegeben.
- Entwurf: Soweit bekannt, wird hier angegeben, von wem der Entwurf dieser Marke stammt.
- Mi.-Nr.: Diese Briefmarke wird im Michel-Katalog unter der entsprechenden Nummer gelistet.

| Bild | Beschreibung | Wert | Ausgabe- datum    | Auflage   | Entwurf      | Mi.-Nr. |
|      | Historisches Spielzeug (I): Verkehrsmittel Diese und die folgenden fünf Marken wurden als Kleinbogen ausgegeben: - Lokomotive (um 1850)               | 10   | 9. Dezember 1980  | 2.000.000 | Axel Bertram | 2566    |
|      | - Flugzeug (vor 1914) | 20   | 9. Dezember 1980  | 2.000.000 | Axel Bertram | 2567    |
|      | - Dampfwalze (um 1920) | 25   | 9. Dezember 1980  | 2.000.000 | Axel Bertram | 2568    |
|      | - Schiff (um 1825) | 35   | 9. Dezember 1980  | 2.000.000 | Axel Bertram | 2569    |
|      | - Auto (um 1900) | 40   | 9. Dezember 1980  | 2.000.000 | Axel Bertram | 2570    |
|      | - Ballon (um 1920) | 50   | 9. Dezember 1980  | 2.000.000 | Axel Bertram | 2571    |
|      | Historisches Spielzeug (II): Tiere Diese und die folgenden fünf Marken wurden als Kleinbogen ausgegeben: - Bemalte Gliederschlange aus Holz (um 1850) | 10   | 24. November 1981 | 2.100.000 | Axel Bertram | 2661    |
|      | - Teddybär (ca. seit 1910) | 20   | 24. November 1981 | 2.100.000 | Axel Bertram | 2662    |
|      | - Badefisch aus Zelluloid (um 1935) | 25   | 24. November 1981 | 2.100.000 | Axel Bertram | 2663    |
|      | - Steckenpferd (um 1850) | 35   | 24. November 1981 | 2.100.000 | Axel Bertram | 2664    |
|      | - Kuckuck (um 1800) | 40   | 24. November 1981 | 2.100.000 | Axel Bertram | 2665    |
|      | - Springfrosch (um 1930) | 70   | 24. November 1981 | 2.100.000 | Axel Bertram | 2666    |
|      | Historische Spielzeuge (III): Handwerker Diese und die folgenden fünf Marken wurden als Kleinbogen ausgegeben: - Zimmermann                           | 10   | 23. November 1982 | 2.100.000 | Axel Bertram | 2758    |
|      | - Schuhmacher | 20   | 23. November 1982 | 2.100.000 | Axel Bertram | 2759    |
|      | - Bäcker | 25   | 23. November 1982 | 2.100.000 | Axel Bertram | 2760    |
|      | - Büttner | 35   | 23. November 1982 | 2.100.000 | Axel Bertram | 2761    |
|      | - Gerber | 40   | 23. November 1982 | 2.100.000 | Axel Bertram | 2762    |
|      | - Wagner | 70   | 23. November 1982 | 2.100.000 | Axel Bertram | 2763    |